# サタデー☆ラバーズ E.P
『サタデー☆ラバーズ E.P』（-・イーピー）は、日本の女性歌手、広瀬香美の配信限定シングル。

## 概要
広瀬にとって初の配信限定シングル。

## 収録曲
1. サタデー☆ラバーズ
作詞・作曲：広瀬香美、編曲：h-wonder
  - フジテレビ系『めざましどようび』2008年度1 - 3月テーマソング。
  - 当初CD化の予定は無かったが、2008年12月3日に発売された広瀬の11枚目のアルバム『Making My Life Better』に収録された。
2. 甘いお話 part3
作詞・作曲：広瀬香美、編曲：中西亮輔
  - 10thアルバム『Gift+』収録曲。
  - ブリヂストン「BLIZZAK」CM曲。